# 邵伯运河码头及铁牛
邵伯运河码头及铁牛，位于江苏省扬州市江都市，是中华人民共和国江苏省文物保护单位之一。
2006年6月5日，授予江苏省文物保护单位，是一座古建筑。